# Центр єврейської культури (Краків)

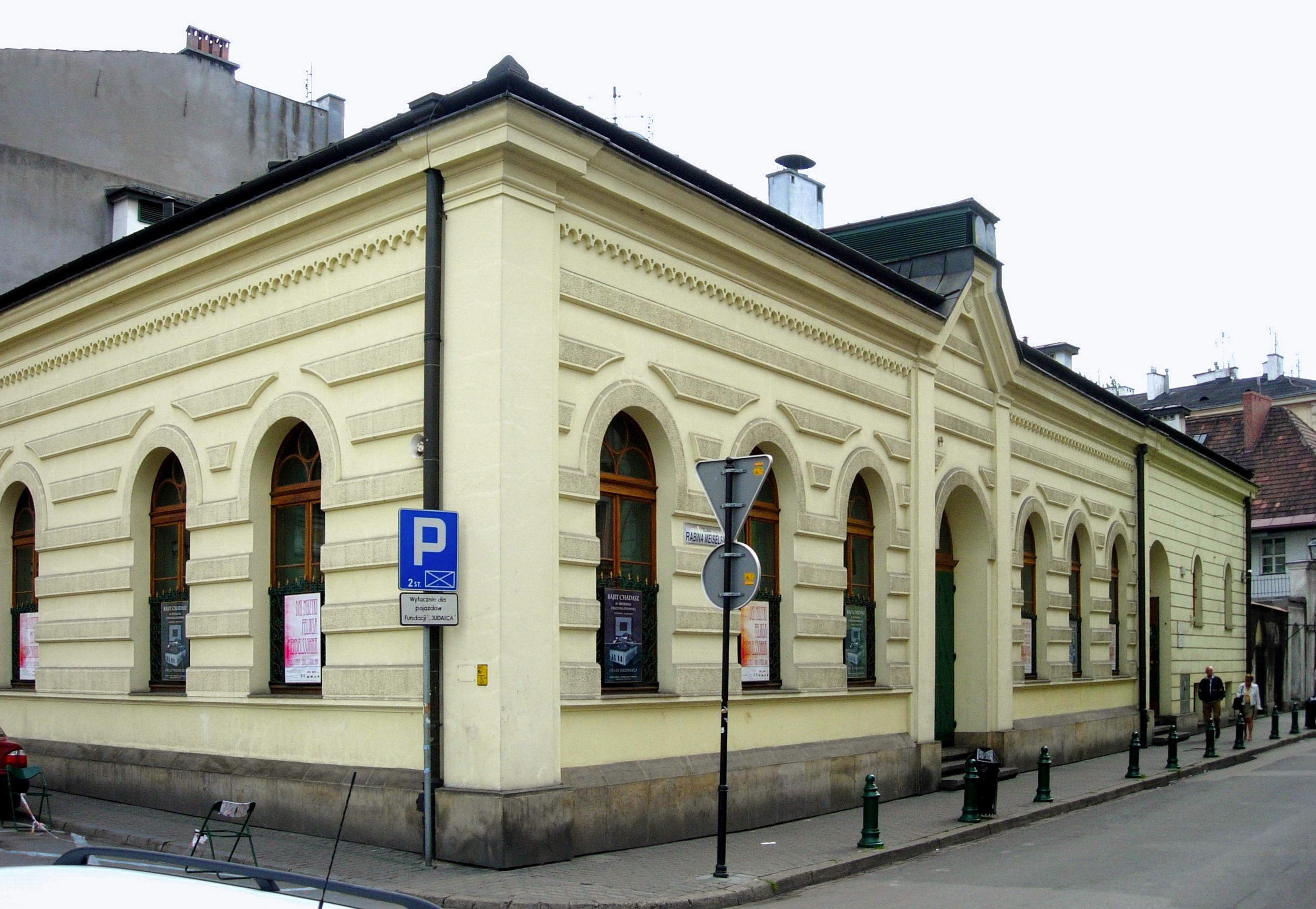
Будинок Центру

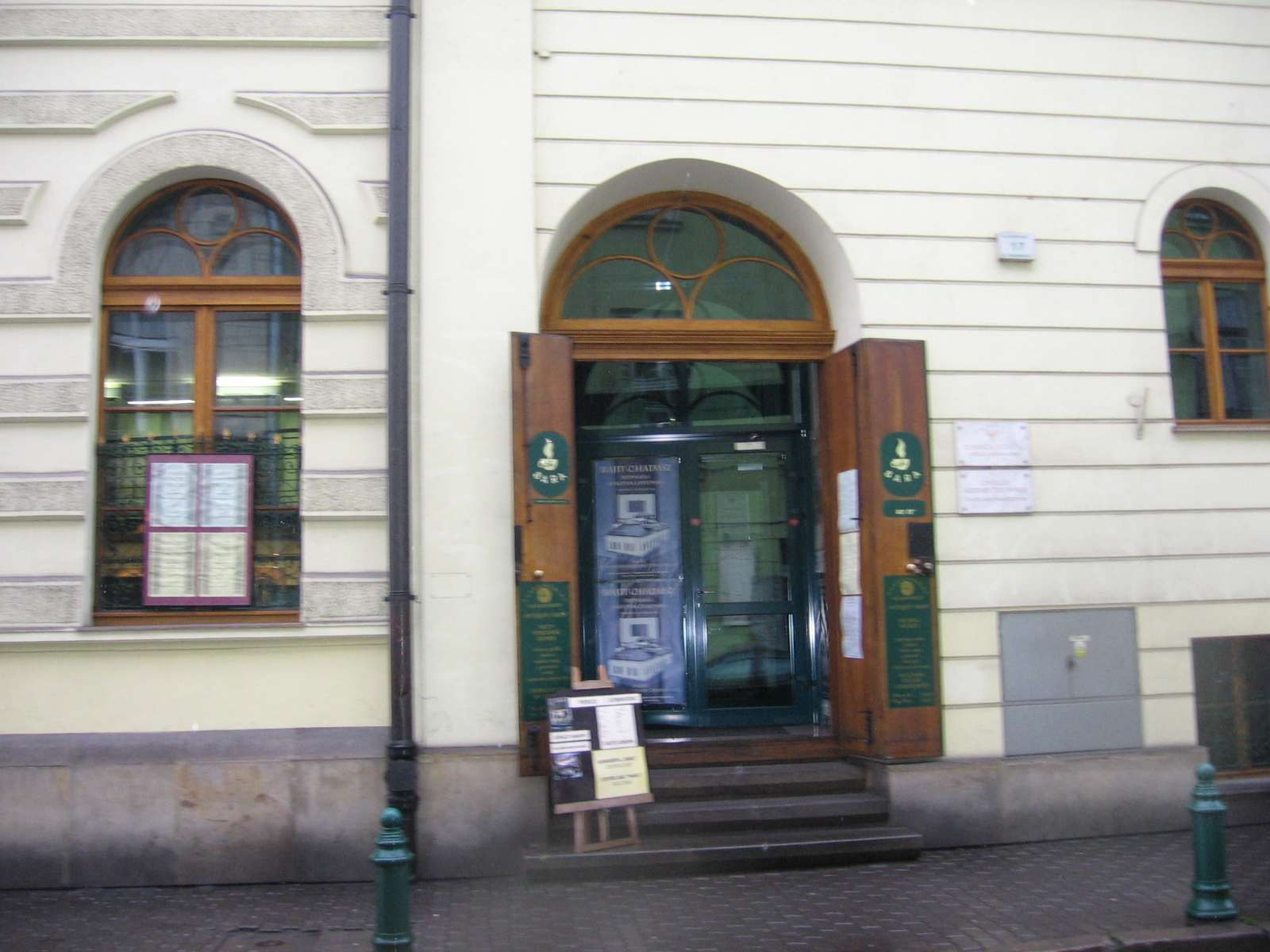
Вхід до Центру

Центр єврейської культури (Краків) — відкритий 24 листопада 1993 року в реконструйованій та модернізованій синагозі Bne Emuna, що знаходиться на вулиці Dow Baera Meiselsa 17. Працює під егідою Єврейського культурного фонду, який має за мету поширення єврейської культури. 
Центр в основному займається поширенням знань про історію та культуру польських євреїв, а також зберігає дані про їх багатовікову присутність в Польщі. Центр щороку організовує цілий ряд виставок, лекцій, концертів, конференцій, семінарів, а також зустрічей з авторами єврейських книг і фільмів.
Крім того, у центрі є кафе, художня галерея, антикварний магазин, старі гравюри і листівки на івриті.